# 香港單親協會
香港單親協會（英文：Hong Kong Single Parents Association，縮寫：HKSPA），成立於1996年，是香港一個慈善團體，前身是於1991年由一群社工及義工協助成立的「關注單親人士會」，以「自強、自助、再助人」為宗旨，為單親人士提供輔導、就業、訓練等支援服務。現任執行委員會主席為黃元環，副主席為傅薇珺。

## 歷史
1991年，一群社工及義工協助成立關注單親人士會，註冊成為非牟利社團，獲發免稅慈善團體證，並且開設「單親熱線」電話諮詢服務。1995年，關注單親人士會成為香港社會服務聯會會員。1996年，關注單親人士會正式改名為「香港單親協會」。1998年，香港單親協會開辦「慧妍雅集活動及資源中心」。1999年，香港單親協會家樂軒互助幼兒中心開幕。2001年，香港單親協會成為香港公益金會員機構，並且設立單親展業中心。
2003年香港單親協會承辦社會福利署「深入就業援助計劃」，再於2006年承辦社會福利署「欣曉深入就業援助計劃」。

## 宗旨與目標
香港單親協會的目標是自強、自助、再助人。目標是為香港本地的單親人士組織及提供支援服務，喚起社會服務各階層關注單親人士面對的社會處境及自身需要，促使香港政府設立及改善針對單親人士的相關政策。

## 提供服務
- 單親熱線：通過電話為單親人士提供心理及社會方面的服務。
- 單親心理健康計劃：由香港公益金支持，到香港各個學校為單親家庭的家長和子女提供輔導。
- 就業服務：由香港社會福利署以獎券基金支持的欣曉（優化）計劃，為單親家庭提供就業培訓、工作介紹、交流活動等的支持。
- 社會企業：理安心支援服務，安排部分缺乏工作技能的單親家庭人士參與照顧長者的服務。[1]

## 架構

### 主要贊助人
- 榮譽贊助人: 范徐麗泰、梁愛詩
- 副贊助人: 曾黃麗群

### 管理架構
執行委員會主席
黃元環 女士
執行委員會副主席
傅薇珺 女士
財政
譚少卿 女士
委員
盧煥英 女士、孟超珍 女士、周淑賢 女士、薛家燕 女士、邱珍 女士
當然委員
余秀珠 女士

## 外部連結
- 香港單親協會 （页面存档备份，存于）